# Авіація імперського флоту Японії
Авіація імперського флоту Японії (яп. 大日本帝國海軍航空隊, Dai-Nippon Teikoku Kaigun Kōkū-tai) — морська авіація Імперського флоту Японії.

## Історія

### Заснування і міжвоєнний період
В червні 1912 року Імперський флот Японії створив комітет дослідження повітроплавання флоту, що можна вважати першим кроком до заснування японської флотської авіації. Відразу після створення комітет відправив шістьох офіцерів до Франції і США з вказівкою на купівлю декількох флотських літаків. Перші морські літаки від фірм Farman і Curtiss злетіли з першого військово-морського аеродрому в Опаме 2 листопада 1912 року. Також почалось обмежене навчання пілотів, і флот видав замовлення на переробку в гідроавіаносець транспортника «Вакамія-мару».
Після початку Першої світової війни в облозі Циндао взяв участь японський гідроавіатранспорт «Вакамія». Японська морська авіація проводила розвідувальні і бомбардувальні місії, зокрема авіацією було потоплено малий німецький міноносець. Хоча Перша світова війна для і не надала можливостей для великого використання японської авіації, під час неї все ж було сформовано перші два авіазагони (в Йокосуці і в Сасебо), а також в 1917 на арсеналі Флоту в Йокосуці році був виготовлений перший гідролітак японського виробництва. 
В червні 1920 було здійснено перший зліт літака Sopwith Pup з палуби побудованої на «Вакамії». В 1921 році до Японії прибула Британська військова місія, яка привезла з собою інструкторів і новіші зразки літаків. В результаті було спроектовано і побудовано один з перших авіаносців - Хошо. Під керівництвом англійського інженера Герберта Сміта спроектовано декілька моделей літаків.
У 1932 році Управлінням морської авіації Японії була прийнята програма «7-Shi» («Програма 7-го року правління під девізом Сівби»), яка передбачала створення морської авіації, оснащеної літаками власного виробництва. Проте ця програма повністю провалилася: з'ясувалося, що поодинці японські авіаконструктори нездатні створити літак світового рівня. З усіх запропонованих моделей тільки Kawanishi E7K був запущений в серійне виробництво, всі інші залишились на стадії прототипів (щоправда Hiro G2H був випущений однією партією). Після цього Управління морської авіації стало налагоджувати контакти із зарубіжними авіаконструкторами. Були прийняті програми «9-Shi» і «11-Shi», в рамках яких і були створені літаки, що склали основу військово-морської авіації Японії у Другій світовій війні. 

### Друга світова війна
Ще до початку війни на Тихому океані японська морська авіація пройшла «обкатку» в Китаї. Незважаючи на те, що японсько-китайська війна йшла на суші, авіація флоту взяла активну участь у битві за Шанхай. Крім того, у авіації сухопутних військ були відсутні бомбардувальники дальньої дії, тому стратегічні бомбардування китайських міст далеко за лінією фронту також здійснювала авіація флоту. 
На початок війни на Тихому океані ВПС Імперського флоту мало більше 3000 бойвих літаків, з яких 1400 було призначено до Об'єднаного флоту, першої лінії атаки на морі. Палубна авіація, яка входила в Перший Повітряний Флот, відповідала за атаку на базу ВМС США в Перл-Гарборі, а літаки наземного базування відповідали за бої на островах. В перші шість місяців війни авіація імперського флоту здобула багато перемог, найбільше відзначився Перший повітряний флот, який брав участь в боях над Перл-Гарбором, островом Вейк, Рабаулом, Амбоном, Маршаловими островами, Цейлоном, Дарвіном і Кораловим морем, але 4-6 червня 1942 року відбулася битва за Мідвей, в якій японський флот зазнав нищівної поразки. Після цієї поразки, в якій було втрачено найкращих пілотів, втрати ВПС флоту тільки зростали, і хоча Японія змогла захопити Гуадалканал на Соломонових островах, але після цього не провела жодної наступальної операції вступивши з союзниками в війну на виснаження. В лютому 1943 американці вибили японців з Гуадалканалу, але до червня 1944 року накопичували сили і не проводили значних наступальних операцій.
Коли США почали першу велику наступальну операцію на Маріанських островах, ВПС японського флоту було представлене 450 палубними літаками на дев'яти авіаносцях, ще близько 200 літаків були наземного базування. ВПС які не могли замінити застарілі вже на той час Зеро і G4M зазнавали величезних втрат. Наступні наступальні операції США на Філіппінах і Тайвані залишили флот без жодного бойового авіаносця. Критична ситуація призвела до використання нової тактики суїцидальних атак, перша зафіксована атака літака-камікадзе була здійснена 21 жовтня 1944. В боях за Іодзіму і Окінаву ВПС японського флоту не могли протиставити союзникам нічого, окрім атак камікадзе, навіть не зважаючи на прийняття на озброєння нових винищувачів Kawanishi N1K-J і бомбардувальників Yokosuka P1Y.

## Структура авіації ВМС Імператорської Японії
Як і Імперська армія Японії, Імперський флот підпорядковувався Генеральному штабу збройних сил Японії (яп. 大本営, дайхон'ей), в який зі строни флоту входив голова Генштабу Флоту (яп. 軍令部所長, Гунрейбу Шочо). З боку авіації голові Генштабу підпорядковувалось командування авіації флоту (яп. 海軍航空本部, Кайгун Ко:ку: Хонбу), яке відповідало за утвердження літаків, запчастин і озброєння, а також за підготовку персоналу.
На відміну від ВМС більшості країн, льотчики ВМС Імператорської Японії належали до рядового складу авіації. Офіцерський чин мали, як правило, командири ланок або екіпажів з декількох людей. Наприкінці війни льотчики ВМС мали офіцерський чин, починаючи з посади командира ескадрильї.

### Командна структура до 1942 р.
Оперативні об'єднання авіації ВМС були прив'язані до окремих флотів, які розділялись на «звичайні» флоти (яп. 艦隊, Кантай), повітряні флоти (яп. 航空艦隊, Ко:ку: Кантай) або територіальні флоти (яп. 方面艦隊, Хо:мен Кантай).  В повітряний флот входило декілька корабельних авіадивізій (яп. 航空戦隊, Ко:ку: Сентай), в які зазвичай входило два авіаносця. Авіація одного важкого авіаносця складала корабельну авіагрупу (яп. 飛行隊, Хіко:тай). Корабельна авіагрупа, в залежності від типу та місткості авіаносця базування мала у своєму складі винищувальні, торпедоносні, пікірувальні і розвідувальні авіаескадрильї ВМС (яп. 飛行分隊, Хіко: Бунтай), які ділилися на трійки (ланки) (яп. 飛行分隊, Сьо:тай). В залежності від типу корабля, авіагрупа могла налічувати 10-70 стройових і 4-16 запасних машин.
Авіазагони (яп. 航空隊, Ко:ку:тай) берегового базування в метрополії і на окупованих територіях об'єднувалися у 11-й повітряний флот. Як і до складу корабельної авіагрупи, до складу берегового авіазагону ВМС входили авіаескадрильї ВМС, які ділилися на трійки. Крім бойової льотної частини, авіазагону ВМС надавалася технічна рота аеродромного забезпечення ВМС. Берегові авіазагони ВМС іменувалися за місцем військового аеродрому формування і навчання льотчиків в метрополії («Каноя», «Кісарадзу» та ін).

#### Авіація Об'єднаного Флоту
На початок війни в Тихому океані, Японська імперія виділила для Об'єднаного флоту (який мав бути основою наступальних операцій) 1400 літаків. Вони були призначені наступним чином (вказана тільки структура авіаційних загонів):
- Перший флот:
  - Третя корабельна авіадивізія:
    - Авіаносець Хошо (11 A5M4 і 8 B4Y1)
    - Авіаносець Дзуйхо (16 A5M4 і 12 B5N2)

  - Крейсери і лінкори (34 гідроплани)
- Другий флот:
  - Крейсери (39 гідропланів)
- Третій флот:
  - Крейсери і гідроавіаносець Санукі Мару (15 гідропланів)
  - Дванадцята корабельна авіадивізія:
    - ГідроавіаносецьКамікава Мару (12 гідропланів)
    - Гідроавіаносець Санйо Мару (8 гідропланів)
- Четвертий флот:
  - Крейсер і мінний тральщик (2 гідроплани)
  - Двадцять четверта корабельна авіадивізія:
    - Авіазагін «Чітосе» (36 G3M)
    - Авіазагін «Йокохама» (24 H6K)

  - 16-19 авіазагони (42 гідроплани)
  - Гідроавіаносець Кійокава Мару (12 гідропланів)
- П'ятий флот:
  - Гідроавіаносець Кімікава Мару (8 гідропланів)
  - Гідроавіаносець Чічіджіма Мару (6 гідропланів)
- Південний територіальний флот:
  - Гідроавіаносець Сагара Мару і крейсер Кашіі (9 гідропланів)
- Китайський територіальний флот:
  - Спеціальні загони (12 B5N2 і 8 гідропланів)
- Перший повітряний флот: [3]
  - Перша корабельна авіадивізія:
    - Авіаносець Акаґі (18 A6M2, 18 D3A1 і 27 B5N2)
    - Авіаносець Каґа (18 A6M2, 18 D3A1 і 27 B5N2)

  - Друга корабельна авіадивізія:
    - Авіаносець Сорю (18 A6M2, 18 D3A1 і 18 B5N2)
    - Авіаносець Хірю (18 A6M2, 18 D3A1 і 18 B5N2)

  - Четверта корабельна авіадивізія:
    - Авіаносець Рюдзьо (22 A5M4 і 18 B5N2)

  - П'ята корабельна авіадивізія:
    - Авіаносець Сьокаку (18 A6M2, 27 D3A1 і 27 B5N2)
    - Авіаносець Дзуйкаку (18 A6M2, 27 D3A1 і 27 B5N2)
- Одинадцятий повітряний флот:
  - 21-ша авіадивізія:
    - Авіазагін «Каноя» (72 G4M1)
    - Авіазагін «Токо» (24 H6K)
    - Перший авіазагін (48 G4M1)

  - 22-га авіадивізія:
    - Авіазагін «Міхоро» (43 G3M2)
    - Авіазагін «Гензан» (48 G3M2)
    - Спеціальні загони (6 C5M2 i 36 A6M2)

  - 23-тя авіадивізія:
    - Авіазагін «Такао» (72 G3M2)
    - Авіазагін «Тайнан» (92 A6M2 i 12 C5M2)
    - Третій авіазагін (92 A6M2 i 12 C5M2)

  - Додаткові гідроавіаносці:
    - Гідроавіаносець Мідзухо (20 гідропланів)
    - Гідроавіаносець Тітосе (20 гідропланів)

### Авіація ВМС у 1943-1945 роках.
Восени 1942 р. через втрату кістяка сил важких авіаносців і корабельних авіагруп Маневрового загону ВМС, всі види авіації ВМС були приписані до фронтових авіазагонів, для яких була введена тризначна нумерація, яка діяла до весни 1944 р.:
- 100 АЗ: берегова нічна ППО
- 200 АЗ: корабельна ВА
- 300 АЗ: берегова ВА
- 400 АЗ: берегові гідророзвідники
- 500 АЗ: корабельна ВБА
- 600 АЗ: корабельні гідророзвідники
- 700 АЗ: берегова ВБА
- 800 АЗ: літаючі човни
- 900 АЗ: берегові розвідники
- 1000 АЗ: берегова ВТА

У 1944 р. була проведена нова реформа льотної структури авіації ВМС, трійки замінені на пари, через що змінено загальну чисельність стройових машин в авіаескадрильях і авіазагонах ВМС.

## Літаки Другої світової війни
У роки Другої світової війни ВПС японського флоту використовували в основному такі моделі літаків:

### Винищувачі

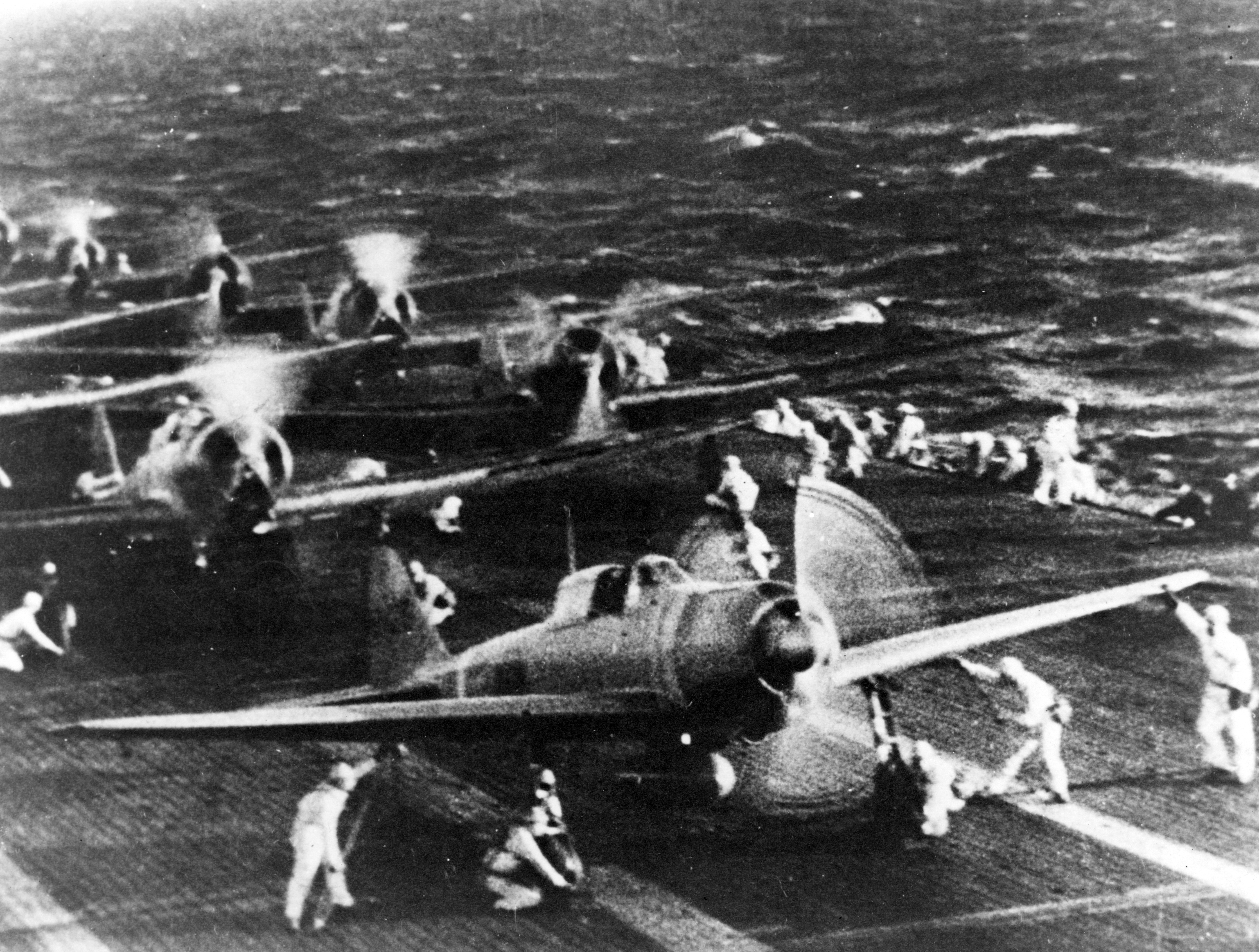
A6M Zero готуються до вильоту

- Mitsubishi A5M
- Mitsubishi A6M Zero
- Kawanishi N1K-J Shiden
- Mitsubishi J2M Raiden
- Nakajima J1N

### Бомбардувальники
- Yokosuka P1Y Ginga
- Mitsubishi G4M
- Mitsubishi G3M

### Торпедоносці і пікірувальники
- Aichi D1A
- Aichi D3A
- Yokosuka D4Y Suisei
- Nakajima B5N
- Nakajima B6N Tenzan
- Yokosuka B4Y

### Гідролітаки
- Aichi E13A
- Yokosuka E14Y
- Aichi E16A Zuiun
- Mitsubishi F1M
- Nakajima E8N
- Kawanishi E7K
- Kawanishi H8K
- Kawanishi H6K
- Kawanishi N1K-J Shiden
- Nakajima A6M2-N

### Розвідники
- Nakajima C6N Saiun

### Навчальні
- Mitsubishi A5M4-K

### Транспортні
- Mitsubishi Ki-57
- Nakajima Ki-34
- Nakajima G5N Shinzan